# Guild Wars 2
Guild Wars 2 è un videogioco MMORPG ambientato in un mondo fantasy. È stato annunciato nel 2007 dopo il lancio di Eye Of The North, del quale sviluppa la trama. È ambientato nello stesso continente di Guild Wars Prophecies, Tyria, a 250 anni di distanza. Il gioco è stato pubblicato il 28 agosto 2012, dando la possibilità di giocare con 3 giorni di anticipo, il 25 agosto 2012, a chi ha pre-acquistato una copia.
Il gioco è venduto inizialmente in modalità B2P: per giocare è necessario soltanto acquistare il gioco, senza pagare un canone mensile.
A poche ore dalla data dell'espansione Heart of Thorns, ArenaNet ha utilizzato il palco del PAX Prime per annunciare che Guild Wars 2 diventa free-to-play. "Nel rendere il gioco gratuito abbiamo deciso di non trasformare i modelli precedenti nel tradizionale free-to-play, dunque non utilizzeremo le microtransazioni in modo aggressivo con chi vuole giocare gratis", ha dichiarato il presidente del team, Mike O'Brien.
"Mettiamo il gioco base a disposizione gratuitamente perché confidiamo nel fatto che chiunque apprezzi Guild Wars 2 prenderà in considerazione l'acquisto di Heart of Thorns, continuando la propria esperienza nell'espansione e oltre, grazie al Living World e ai nuovi raid", ha aggiunto O'Brien.

## Trama
Il gioco è ambientato 250 anni dopo gli eventi di Eye Of The North.
A seguito del risveglio degli Antichi Draghi il mondo è stato stravolto, si sono persi i contatti con i continenti di Cantha ed Elona (introdotti rispettivamente dalla prima e dalla seconda espansione di Guild Wars) e ci sono stati notevoli progressi tecnologici, come la scoperta delle armi da fuoco da parte dei Charr e l'utilizzo massiccio dei Portali Asura.
In fase di creazione del personaggio si dovrà rispondere a delle domande che creeranno un diario personale. Questo diario delineerà, oltre alle missioni individuali, la storia del personaggio e il comportamento degli NPC. Ogni razza, inoltre, avrà la propria storia e la possibilità di scegliere fra tre ordini: The Order of Whispers, The Durmand Priory e The Vigil, ognuno caratterizzato da una sua storia e da metodi diversi per ottenere l'obiettivo comune di liberare la terra dall'avanzare degli Antichi Draghi.
Ogni scelta effettuata dal giocatore escluderà le altre, permettendo così la creazione di personaggi diversi con storie completamente differenti.
A partire dal 2010, su Guild Wars, ci sono aggiornamenti che fanno avanzare gradualmente la trama avvicinandola a quella di Guild Wars 2.
I personaggi utilizzati in Guild Wars non saranno trasferibili in Guild Wars 2. Sarà però possibile avere in Guild Wars 2 ricompense per lo stato di avanzamento di Guild Wars grazie alla Galleria dei Ricordi introdotta in Eye of the North. È stato oltretutto garantito dalla casa produttrice che i nickname dei PG utilizzati nei vari account in Guild Wars, saranno riutilizzabili nello stesso account in Guild Wars 2, quindi sarà necessario riutilizzare la medesima e-mail utilizzata per l'attivazione di Guild Wars.

## Modalità di gioco
Guild Wars 2 riprende le caratteristiche del suo predecessore e aggiunge parecchie innovazioni.
Persistenza
Uno dei cambiamenti maggiori del gioco sarà la possibilità di avere un mondo persistente; sarà possibile incontrare altri giocatori anche nelle aree esplorabili, mentre nel primo Guild Wars era possibile solo negli avamposti. Il gioco sarà su più server o 'mondi', ma i giocatori, per quanto concerne il PVE, non saranno vincolati ad un mondo specifico.
Movimento
Il sistema di controllo è stato cambiato in maniera significativa. In particolare sarà possibile saltare e nuotare, le magie saranno attivabili in movimento (il personaggio non dovrà restare fermo fino al completo lancio della magia), ed è stato eliminato il movimento del personaggio con il mouse ("clicca per spostarti"). È stato eliminato anche il BodyBlock, meccanica che poteva impedire il movimento ad altri giocatori posizionandovisi davanti, sostituendolo da altre meccaniche quali la paralisi, lo stordimento e l'abbattimento.
Eventi dinamici
Il modello delle missioni è stato modificato per rendere più realistica l'esperienza dei giocatori nel mondo virtuale. Vagando nel gioco ci si troverà ad imbattersi in eventi come l'assalto di un villaggio da parte dei centauri, a cui si potrà decidere se partecipare o meno: se sì, occorrerà soltanto gettarsi nella mischia e alla fine dell'assalto si verrà premiati. Gli eventi, inoltre, potranno concatenarsi ed avere un effetto reale nel mondo, ad esempio il villaggio distrutto dovrà essere riconquistato (evento) prima di poter interagire con gli abitanti scappati durante l'assalto (conseguenza dell'evento precedente). Gli eventi possono essere lunghe catene che si ripetono all'infinito in conseguenza delle azioni dei giocatori (se l'assalto al villaggio sarà stato sventato si potrà attaccare il forte dei centauri) o attivarsi ciclicamente (un contadino ha bisogno d'aiuto per difendere il suo campo), oppure attivarsi in particolari occasioni (il giocatore si trova di notte in un dato posto e compie una determinata azione). Al lancio del gioco è stata confermata la presenza di più di 1500 eventi dinamici.
Cooperazione
I giocatori verranno premiati se aiuteranno altri giocatori. A differenza della gran parte degli altri MMORPG i giocatori saranno sempre in cooperazione. Anche se non faranno parte dello stesso gruppo potranno attaccare gli stessi nemici ed ottenere entrambi esperienza e ricompensa. Nelle zone di PvE non sarà possibile arrecare danno ad altri giocatori.
Gilde
Il sistema di gilde verrà potenziato rispetto al primo capitolo. Tra le caratteristiche già annunciate ci sono la possibilità di conquistare e difendere avamposti nel PVP, e guadagnare titoli quando la propria gilda raggiunge determinati obiettivi. Saranno inoltre accessibili anche tramite pagina web e applicazione per iPhone/android la chat e il calendario di gilda.
Ogni personaggio del proprio account potrà appartenere ad una gilda differente, ma non sarà necessario ricevere più inviti per far appartenere più personaggi del proprio account alla stessa gilda. Più personaggi di uno stesso account che appartengono alla stessa gilda verranno visti come un unico personaggio.
Energia vitale e Resistenza
È stata eliminata la figura del guaritore, generalmente presente negli altri MMORPG. Al suo posto è stata resa obbligatoria per ogni giocatore l'utilizzo di un'abilità di cura e ci sono diverse classi capaci di supportare gli altri aumentandone le difese o bloccando i danni in arrivo. La scelta degli sviluppatori è proseguita in questa direzione per evitare le "classi necessarie", che in altri giochi (compreso il primo Guild Wars) portavano a lunghe attesa di guaritori necessari a intraprendere una determinata avventura, compreso il PvP.
Oltre l'energia vitale, è presente nell'interfaccia di gioco una barra della resistenza. Questa barra serve ad indicare al giocatore quante schivate ha ancora a disposizione. Il meccanismo delle schivate, già inizialmente inserito nel gioco, è stato modificato in fase di beta in modo tale da renderlo più visibile e più potente. Effettuando una schivata il personaggio compie un balzo nella direzione desiderata e si guadagna per un paio di secondi circa l'immunità dai danni, inoltre la barra della resistenza si decrementa. Svuotata la barra (sono necessarie all'incirca due schivate) si deve attendere che questa si ricarichi da sola prima di poter effettuare una nuova schivata. Questo potenziamento della schivata è stato introdotto nel gioco per dare ancora più importanza al posizionamento durante gli scontri.
Economia del gioco
Sarà presente nel gioco una casa d'aste che permetterà la messa in vendita di oggetti o di fare offerte d'acquisto. Sarà inoltre possibile consultare lo storico delle vendite per ogni tipo di oggetto. Tranne per la messa in vendita di un oggetto, tutte le altre operazioni saranno effettuabili anche tramite pagina web o applicazioni per iPhone e android.
Raccolta e Creazione (gathering e crafting)
In Guild Wars 2 sarà possibile creare armi e/o armature con risorse raccolte nel mondo di gioco. I nodi di risorse, sebbene presenti nel mondo persistente, saranno istanziati, cioè lo sfruttamento di un nodo di risorsa da parte di un giocatore non precluderà lo sfruttamento dello stesso nodo da parte di un altro giocatore; più giocatori potranno quindi andare assieme a raccogliere nodi di risorsa senza potersele rubare a vicenda. Con le risorse raccolte sarà possibile creare armi o armature con caratteristiche comuni ad altri oggetti di pari livello ma con aspetto unico, non ottenibili in altro modo. Ci sarà una progressione nelle capacità di creazione ma i giocatori non saranno obbligati a creare oggetti inutili per poter progredire.
Abilità
Ogni giocatore potrà utilizzare al massimo 10 abilità, 5 delle quali sono definite dall'arma che utilizza, mentre le altre 5 possono essere scelte dal giocatore riservandone però una per le cure e una per l'abilità d'élite. Ogni classe avrà a disposizione decine e decine di abilità e alcune classi potranno cambiare arma in combattimento (cambiando le 5 abilità dedicate all'arma). Per esempio, un guerriero potrà utilizzare un arco lanciando potenti attacchi a distanza, e quando il nemico si sarà avvicinato utilizzerà un'arma corpo a corpo (cambiando set di armi) per sferrare attacchi ravvicinati.
Giocatori casuali
Come nel primo Guild Wars, Guild Wars 2 riserverà molta attenzione ai giocatori casuali, consentendo anche a chi non dedica al gioco molte ore al giorno di non essere svantaggiato e di divertirsi comunque. In particolare il PvP non necessiterà generalmente di uno sviluppo del personaggio prima di essere affrontato, poiché nel PvP strutturato si avranno a disposizione gratuitamente tutte le abilità, le statistiche del personaggio e le armi/armature come se ci si trovasse al livello massimo. La differenza sarà riposta nell'abilità del giocatore, nella scelta delle abilità e nel modo in cui le userà.
Le abilità, le statistiche del personaggio e i traits possono essere cambiati ogni volta che si desidera a patto che ci si trovi fuori da un combattimento: questo dà la possibilità di usare il proprio personaggio in molti modi diversi e di avere sempre la possibilità di tornare indietro senza doverne creare uno nuovo.

## Razze giocabili
In Guild Wars 2 c'è la possibilità di giocare con altre razze oltre a quella umana:
- Asura - una razza di piccoli artigiani arcani.
- Charr - fieri, possenti e ingegnosi, queste creature dall'aspetto felino sono nate per la guerra.
- Umani - un tempo erano la razza dominante di Tyria, ma adesso possiedono una sola regione. Di conseguenza, Kryta è diventata una terra di rifugiati e la sua popolazione comprende genti di ogni dove.
- Norn - la corporatura dei Norn è simile a quella degli Umani, ma sono più forti e robusti: alti quasi tre metri, sono in grado di resistere agli sforzi e alle temperature più estreme.
- Sylvari - razza di vere e proprie piante umanoidi. Sono un po' più bassi e "flessuosi" degli Umani, con caratteristiche eteree come orecchie appuntite e occhi inclinati. Al posto dei capelli hanno foglie e petali, la pelle di alcuni è addirittura simile a corteccia.

Le varie razze avranno storie differenti e delle abilità dedicate, come la capacità dei Norn di mutare forma, le capacità degli Asura di evocare golem e le loro arti magiche, l'abilità dei Charr di maneggiare esplosivi e tecnologia, l'abilità dei Sylvari di invocare l'aiuto dei membri della propria razza e sfruttare la loro comunione con la natura, e quella degli umani di invocare l'aiuto dei sei dèi di Tyria.

## Sviluppo
Arenanet volle puntare su un'innovazione grafica che rendesse questo il gioco MMORPG con la miglior grafica possibile, senza avere requisiti minimi esigenti. In tal senso uno sviluppatore del gioco affermò che per le sessioni di test utilizzavano schede video fuori commercio. Per questo Arenanet puntò sulla spettacolarità artistica della grafica (due degli artisti che lavorano al gioco sono stati scelti per la qualità dei loro lavori a partecipare all'Into the Pixel Art Collection).

## Accoglienza
| Punteggio aggregato      | Punteggio aggregato |
| Aggregatore              | Punteggio           |
| ------------------------ | ------------------- |
| GameRankings             | 90,02%              |
| Metacritic               | 90/100              |
| Recensioni               |                     |
| Computer and Video Games | 8,9/10              |
| G4                       | 5/5                 |
| GamesRadar+              | [ 10 ]              |
| GameSpot                 | 9,0/10              |
| GameSpy                  | [ 12 ]              |
| IGN                      | 9/10                |
| PC Gamer USA             | 94%                 |

Guild Wars 2 ha ricevuto critiche molto positive. Il punteggio medio delle recensioni è stato del 90,02% su GameRankings e di 90/100 su Metacritic.
In quanto sequel di Guild Wars, neanche Guild Wars 2 necessita di una sottoscrizione mensile per poter giocare rispetto agli altri videogiochi online; fino all'agosto 2015 era necessario l'acquisto del gioco per poterlo installare, dopodiché è diventato completamente gratuito. In base ai dati riportati da NCsoft e ArenaNet, al 13 settembre 2012 (a circa 2 settimane dal lancio sul mercato), nonostante una sospensione temporanea delle vendite, il videogioco aveva venduto oltre 2 milioni di copie. Ad agosto 2015 erano state vendute più di 5 milioni di copie; da quel momento in poi, il gioco divenne free-to-play.